# Université pédagogique d’État d’Arménie
L'Université pédagogique d’État d’Arménie Khachatur Abovian (en arménien : Խաչատուր Աբովյանի անվան հայկական պետական մանկավարժական համալսարան, ՀՊՄՀ ; en anglais : Khachatur Abovian Armenian State Pedagogical University) est une université d'État arménienne et un établissement d'enseignement supérieur basé à Erevan. Fondée en 1922, l'université est spécialisée dans la pédagogie et la préparation du personnel enseignant.
L'université porte le nom de l'écrivain arménien du XIXe siècle Khatchatour Abovian. Son actuel recteur est le professeur Ruben Mirzakhanyan.

## Les facultés

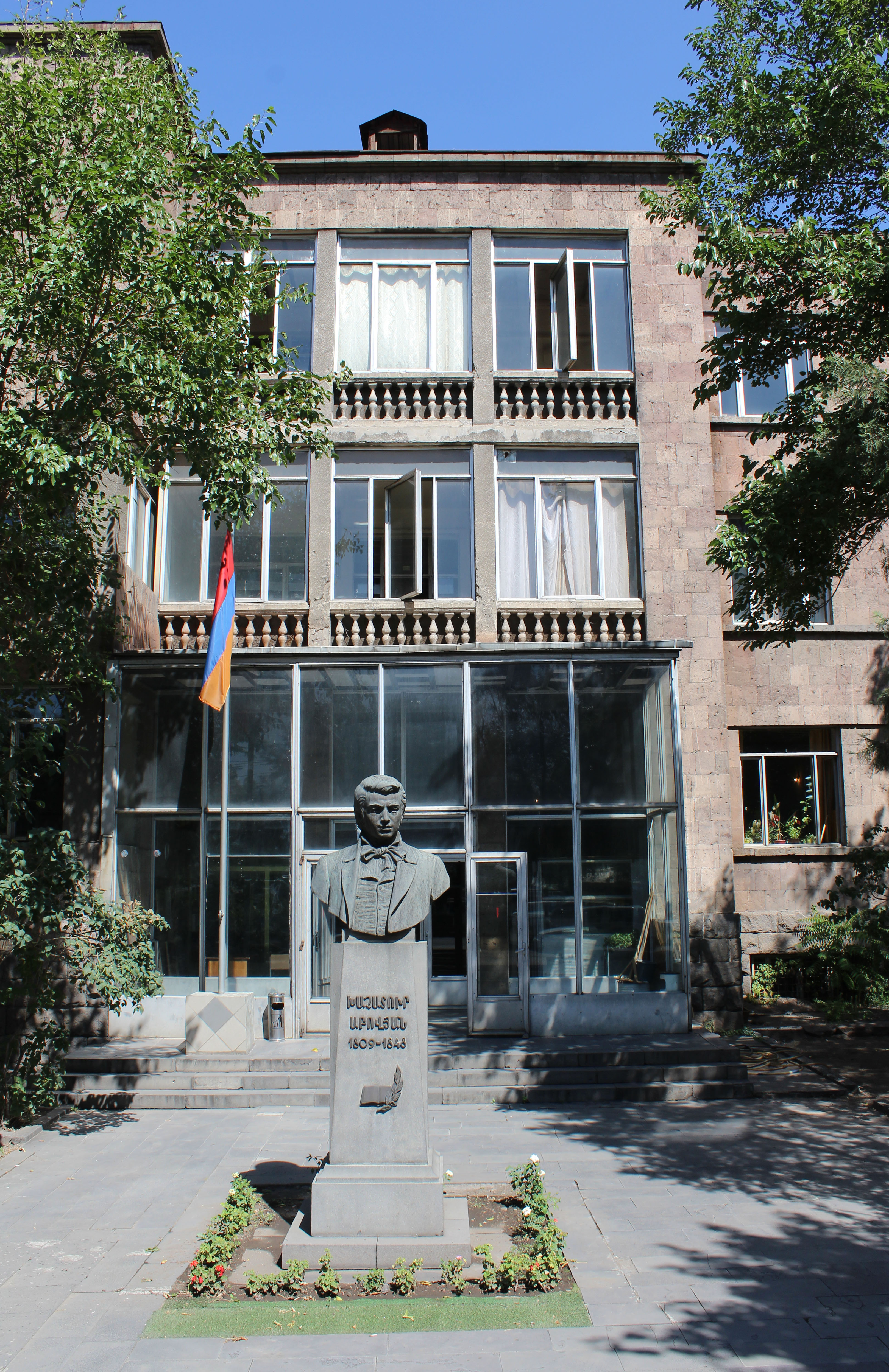
La statue de Khachatur Abovian à l'université

En 2017, l'université abrite 10 facultés :
- Faculté de philologie,
- Faculté d'histoire et de droit,
- Faculté d'éducation préscolaire,
- Faculté de Biologie, Chimie et Géographie,
- Faculté de psychologie et de sociologie de l'éducation,
- Faculté des langues étrangères,
- Faculté de Mathématiques, Physique et Informatique,
- Faculté d'éducation artistique,
- Faculté d'éducation spécialisée,
- Faculté de culture.

## Unité de coopération internationale
L'Unité de coopération internationale coordonne la mise en œuvre des objectifs stratégiques de l'université ; coopère avec des établissements d'enseignement supérieur étrangers et des divisions structurelles universitaires ; développe des projets de coopération ; et surveille leur mise en œuvre.
L'université coopère avec le British Council, l'agence nationale TEMPUS, Rossotrudnichestvo (Russie), ainsi qu'avec des projets financés par le Comité européen et d'autres organisations donatrices.

## Anciens étudiants notables
- Movses Gorgisyan, héros national de la République d'Arménie.
- Zhirayr Ananyan, dramaturge.
- Hovhannes Galstyan, réalisateur, scénariste et producteur.
- Ara Gevorgyan, musicien, compositeur et producteur.
- Stella Grigoryan, artiste
- Mane Tandilian (née en 1978), historienne, députée à l'Assemblée nationale d'Arménie, ministre du Travail et des Affaires sociales.
- Hasmik Harutyunyan, chanteur folk.
- Aramais Sahakyan, poète et traducteur.
- Arthur Sarkissian, artiste peintre.
- Davit Gharibyan, mannequin, acteur, producteur et showman.
- Seyran Shahsuvaryan, attaché de presse du ministère de la Défense de la République d'Arménie.
- Taguhi Tovmasyan, homme politique.
- Masis Mayilyan, ministre des affaires étrangères de l'Artsakh
- Sargis Galstyan (né en 1979), acteur et metteur en scène
- Arpi Alto (née en 1990), chanteuse de jaz internationale

## Personnel notable
- Ada Gabrielyan - art archaïque